# Segue o Jogo
Segue o Jogo é um telejornal esportivo produzido pela TV Globo e exibido desde 13 de fevereiro de 2019, exibido nas noites de quarta-feira, após a exibição das partidas de futebol na emissora. Atualmente é apresentado por Lucas Gutierrez com comentários de Paulo Nunes.

## História
Estreou em 13 de fevereiro de 2019, após a exibição das partidas entre São Paulo e Talleres, pela Libertadores, e Vasco da Gama e Resende, pelo Cariocão. O programa de estreia foi apresentado por Gustavo Villani com comentários de Roger Flores. Ao longo da temporada Caio Ribeiro e Ana Thaís Matos também apareceram como comentaristas.
Para a temporada de 2020, a Globo trocou a apresentação do programa, com Lucas Gutierrez, que também apresenta o Esporte Espetacular, assumindo o comando com comentários de Paulo Nunes.
Em 20 de junho de 2021, chegou a ser exibido em uma edição especial após as partidas de futebol transmitidas naquele domingo, ocupando parte do horário que pertenceu ao Domingão do Faustão, que foi extinto.